# Mongolia Interioară
Mongolia Interioară ( sau Öbür Mongghul-un Öbertegen Jasaqu Orun în mongolă; 内蒙古自治区 sau Nèi Měnggǔ Zìzhìqū în chineză) este o regiune autonomă din Republica Populară Chineză. Regiunea are granițe cu Mongolia și Rusia; și are o suprafață de 1,18 milioane km² (12 % din suprafața Chinei) și o populație de 23.840.000. Capitala este la Hohhot. Cele două limbi oficiale ale regiunii sunt mongola și mandarina.

## Demografice
Deși regiunea este partea sudică a Mongoliei istorice (parte nordică fiind actuala republică Mongolia), etnicii mongoli nu constituie decât 17,13 % din populația Mongoliei Interioare, sau 3.995.349 de persoane. Majoritatea populației, reprezentând 79,17 % din populație, este de etnie chineză (han), numărul fiind sporit din cauza politicii ostile a autorităților chinezești. Profilul demografic complet, pe etnie, este:
| Grupuri etnice din Mongolia Interioară, recensământul din 2000 | Grupuri etnice din Mongolia Interioară, recensământul din 2000 | Grupuri etnice din Mongolia Interioară, recensământul din 2000 |
| Naționalitate                                                  | Populație                                                      | Procentaj                                                      |
| -------------------------------------------------------------- | -------------------------------------------------------------- | -------------------------------------------------------------- |
| Chinezi han                                                    | 18.465.586                                                     | 79,17 %                                                        |
| Mongoli                                                        | 3.995.349                                                      | 17,13 %                                                        |
| Manciurieni                                                    | 499.911                                                        | 2,14 %                                                         |
| Hui                                                            | 209.850                                                        | 0,900 %                                                        |
| Daur                                                           | 77.188                                                         | 0,331 %                                                        |
| Evenci                                                         | 26.201                                                         | 0,112 %                                                        |
| Coreeni                                                        | 21.859                                                         | 0,094 %                                                        |
| Ruși                                                           | 5.020                                                          | 0,022 %                                                        |

## Economie
Economia Mongoliei Interioare este dependentă de resurse naturale, mai ales cărbune, gaz natural și diverse minerale. Acestea au asigurat o creștere economică foarte rapidă pentru regiune, din cauza cerinței ridicate de resurse materiale pe piața chinezească. Rata creșterii economice în 2005 a fost de 21,6 %, de două ori mai ridicată decât media chinezească. PIB-ul nominal a regiunii a fost de 382,82 miliarde de yuani (US$ 47,2 miliarde), PIB-ul pe cap de locuitor fiind 15.500 de yuani (sau US$ 1.900).
În afară de minerit, în Mongolia Interioară există și diverse industrii secundare, bazate pe generarea energiei, silvicultură și procesarea cărbunelui. În ultimii ani, s-au dezvoltat și industriile metalurgice și de chimicale. Deși regiunea s-a dezvoltat rapid în ultimul deceniu, agricultură de subzistență rămâne importantă pentru un număr semnificativ de persoane.